# Csinálosi erdőn
A Csinálosi erdőn kezdetű magyar népdalt Vikár Béla gyűjtötte a Borsod vármegyei Csincsén 1896 decemberében, az akkor még újdonságnak számító fonográffal.  A felvételt Bartók Béla jegyezte le. A dal a szlovák népdalkörből származik.
Dallamára énekelhető a 77. zsoltár.
Feldolgozások:
| Szerző            | Mire                         | Mű                                              | Előadás |
| ----------------- | ---------------------------- | ----------------------------------------------- | ------- |
| Kerényi György    | két szólamú gyermekkar       | Kétágú Síp, 3. dal                              |         |
| Weiner Leó        | zongora                      | Magyar népi muzsika I. Könnyű darabok, 5. darab | [ 3 ]   |
| Szervánszky Endre | hegedű, zongora              | Tíz könnyű hegedű-zongoradarab 2. darab         |         |
| Ludvig József     | ének, zongora, gitárakkordok | A csitári hegyek alatt, 26. oldal               |         |
| Horusitzky Zoltán | zongora                      | Csinálosi erdőn                                 |         |

| 𝄆 Csinálosi erdőn, 𝄇 𝄆 van egy fiatal fa. 𝄇 | 𝄆 Az alatt folyik el 𝄇 𝄆 csendes patakocska. 𝄇 | 𝄆 Oda jár fürödni 𝄇 𝄆 egy pár galambocska. 𝄇 | 𝄆 Az egyike mintha 𝄇 𝄆 majoránna volna. 𝄇 | 𝄆 A másika mintha 𝄇 𝄆 teljes szegfű volna. 𝄇 |

## Felvételek
- 15 Csinálosi erdőn. cimbalom.nl (Hozzáférés: 2016. április 30.) (audió) arch